# Rastersondenmikroskopie

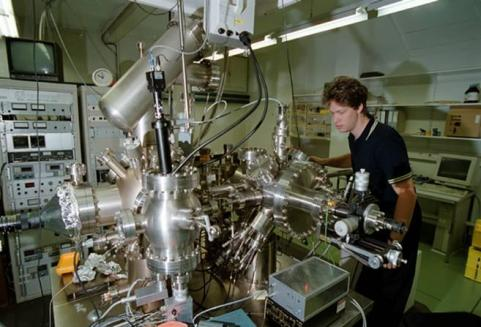
Laborinstallation eines Ultrahochvakuum-Rasterkraftmikroskops am Institut für Physik der Universität Basel

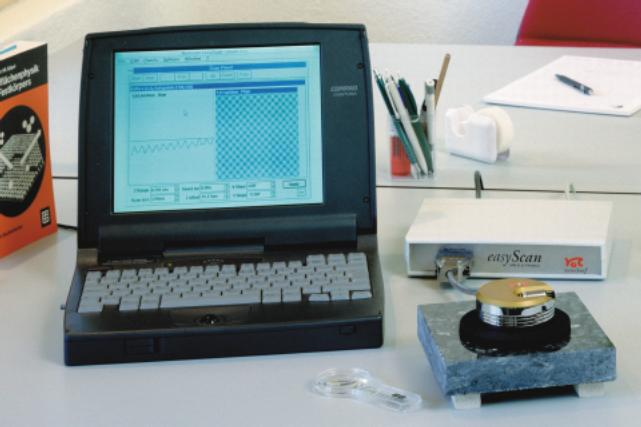
Portables Rastertunnelmikroskop der Firma Nanosurf

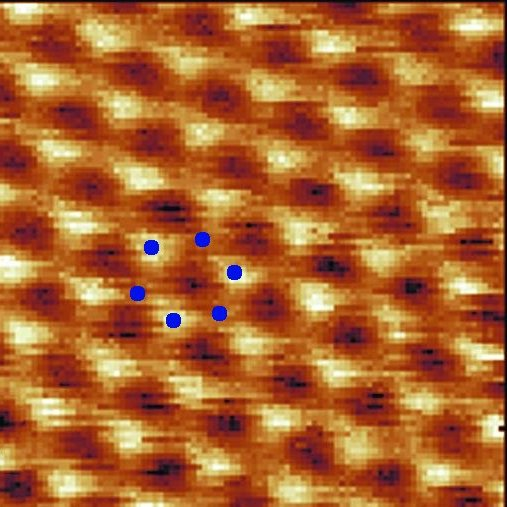
Bild einer Graphitoberfläche, dargestellt durch ein Rastertunnelmikroskop. Die blauen Punkte zeigen die Lage der einzelnen Atome der hexagonalen Graphitstruktur.

Rastersondenmikroskopie (englisch scanning probe microscopy, SPM) ist der Überbegriff für alle Arten der Mikroskopie, bei welchen das Bild nicht mit einer optischen oder elektronenoptischen Abbildung (Linsen) erzeugt wird wie beim Lichtmikroskop (LM) oder dem Rasterelektronenmikroskop (REM), sondern über die Wechselwirkung einer sogenannten Sonde mit der Probe. Die zu untersuchende Probenoberfläche wird mittels dieser Sonde in einem Rasterprozess Punkt für Punkt abgetastet. Die sich für jeden einzelnen Punkt ergebenden Messwerte werden dann zu einem digitalen Bild zusammengesetzt.

## Funktionsweise
Grob vereinfacht kann man sich die Funktionsweise eines SPM wie das Abtasten einer Schallplatte mittels der Nadel vorstellen. Allerdings wird beim Plattenspieler die Nadel rein mechanisch durch mikroskopische Unebenheiten in der Rille ausgelenkt. Beim SPM hingegen ist die Wechselwirkung zwischen der Sonde (Nadel) und der Probe anderer Natur. Je nach Art dieser Wechselwirkung unterscheidet man folgende SPM-Typen:
- Rastertunnelmikroskop (RTM), engl. scanning tunneling microscope (STM): Zwischen der Probe und Spitze, welche einander nicht berühren, wird eine Spannung angelegt und der resultierende Tunnelstrom gemessen.
- Rasterkraftmikroskop (RKM), engl. atomic force microscope (AFM, auch SFM): Die Sonde wird durch atomare Kräfte, typischerweise Van-der-Waals-Kräfte, ausgelenkt. Die Auslenkung ist proportional zur Kraft, welche sich über die Federkonstante der Sonde berechnen lässt.
- Magnetkraftmikroskop (MKM), engl. magnetic force microscope (MFM): Hier werden die magnetischen Kräfte zwischen Sonde und Probe gemessen.
- Optisches Rasternahfeldmikroskop, engl. near-field scanning optical microscope (SNOM, auch NSOM): Die Wechselwirkung besteht hier aus evaneszenten Wellen.
- Akustisches Rasternahfeldmikroskop, engl. scanning near-field acoustic microscope (SNAM oder NSAM)

Interessant ist folgender Größenvergleich: Hätten die Atome der untersuchten Probe die Größe von Tischtennis-Bällen, so wäre die Sonde (Messspitze) von der Größe des Matterhorns. Dass man mit einer derart groben Spitze so feine Strukturen abtasten kann, lässt sich wie folgt erklären. Die Spitze der Sonde kann atomar gesehen noch so stumpf sein, trotzdem wird irgendeines der Atome das oberste sein. Da die Wechselwirkungen zwischen Probe und Spitze exponentiell zum Abstand zwischen Probe und Spitze abnimmt, steuert somit nur das vorderste (oberste) Atom der Spitze einen wesentlichen Beitrag bei.

## Auflösungsvermögen und Einzelatom-Manipulationen
Durch dieses Verfahren können Auflösungen bis zu 10 Pikometer (pm) erreicht werden (Atome haben eine Größe im Bereich von 100 pm). Lichtmikroskope sind durch die Wellenlänge des Lichts beschränkt und erreichen in der Regel nur Auflösungen von ca. 200 bis 300 nm, also etwa der halben Wellenlänge des Lichts. Beim Rasterelektronenmikroskop verwendet man deshalb statt Licht Elektronenstrahlung. Hier kann die Wellenlänge durch Erhöhung der Energie zwar theoretisch beliebig klein gemacht werden, allerdings wird dann der Strahl so „hart“, dass er die Probe zerstören würde.
SPM kann aber nicht nur Oberflächen abtasten, sondern es ist auch möglich, einzelne Atome aus der Probe zu entfernen und sie an einem definierten Platz wieder abzusetzen. Bekannt wurden solche Nanomanipulationen durch das Bild des IBM-Forschungslabors, auf welchem der Schriftzug der Firma durch einzelne Xenon-Atome dargestellt wurde.
Mit einer Variante des Rasterkraftmikroskops von Leo Gross und Gerhard Meyer gelang 2009 der Nachweis der Verwendbarkeit für die chemische Strukturaufklärung zum Beispiel organischer Moleküle und Michael Crommie und Felix R. Fischer 2013 die Verfolgung einer Reaktion von Aromaten in der organischen Chemie.

## Einfluss auf die Naturwissenschaften
Die Entwicklung der Rastersondenmikroskope seit Beginn der 1980er Jahre war aufgrund der deutlich verbesserten Auflösung von weit unter 1 μm und der Möglichkeit der Nanomanipulation eine wesentliche Voraussetzung für die explosionsartige Entwicklung der Nanowissenschaften und der Nanotechnologie seit Mitte der 1990er Jahre. Ausgehend von den oben beschriebenen Grundmethoden werden heute noch viele weitere Untermethoden unterschieden, die auf bestimmte zusätzliche Aspekte der benutzten Wechselwirkung eingehen und sich in einer Vielfalt von erweiterten Abkürzungen widerspiegelt:
- STS (scanning tunneling spectroscopy),
- STL (scanning tunneling luminescence),
- XSTM (cross-sectional scanning tunneling microscopy),
- XSTS (cross-sectional scanning tunneling spectroscopy),
- SPSTM (spin-polarized scanning tunneling microscopy),
- VT-STM (variable temperature scanning tunneling microscopy),
- UHV-AFM (ultrahigh vacuum atomic force microscope),
- ASNOM (apertureless scanning near-field optical microscopy) u. v. m.

Analog dazu entstanden Forschungsgebiete wie Nanobiologie, Nanochemie, Nanobiochemie, Nanotribologie, Nanomedizin und viele mehr. Ein AFM (engl. atomic force microscope) wurde mittlerweile sogar schon zum Planeten Mars geschickt, um dessen Oberfläche zu untersuchen.